# Florian Schneider
Florian Schneider (Öhningen, 7 de abril de 1947 - Düsseldorf, 21 de abril de 2020) fue un músico y compositor alemán, conocido por ser creador junto a Ralf Hütter, del grupo de música electrónica Kraftwerk.

## Biografía
Nacido Florian Schneider-Esleben, su padre fue el arquitecto Paul Schneider-Esleben. Cuando Florian tenía tres años, la familia Schneider se trasladó de Öhningen a Düsseldorf, donde estudió música clásica en el conservatorio Robert Schumann. Tiene dos hermanas llamadas Claudia y Katharina.
Su primera experiencia musical profesional fue en el dúo Pissoff, junto a Eberhard Kranemann, de efímera existencia entre 1967 y 1968. En 1968 Schneider conoció a Ralf Hütter cerca de Reimschied y posteriormente se integraron, junto a Basil Hammoudi, Butch Hauf y Fred Monicks el grupo de rock progresivo Organisation. A lo largo de la vida del grupo realizaron diversos conciertos en galerías de arte y espacios universitarios. Publicaron un único álbum, titulado Tone Float (1970), con escasa repercusión en la que Schneider interpretaba elementos de percusión y algunos instrumentos eléctricos como la flauta y el violín. Un año más tarde, en 1971, Organisation se disolvió y sus integrantes, a excepción de Schneider y Hütter, abandonaron definitivamente la música.

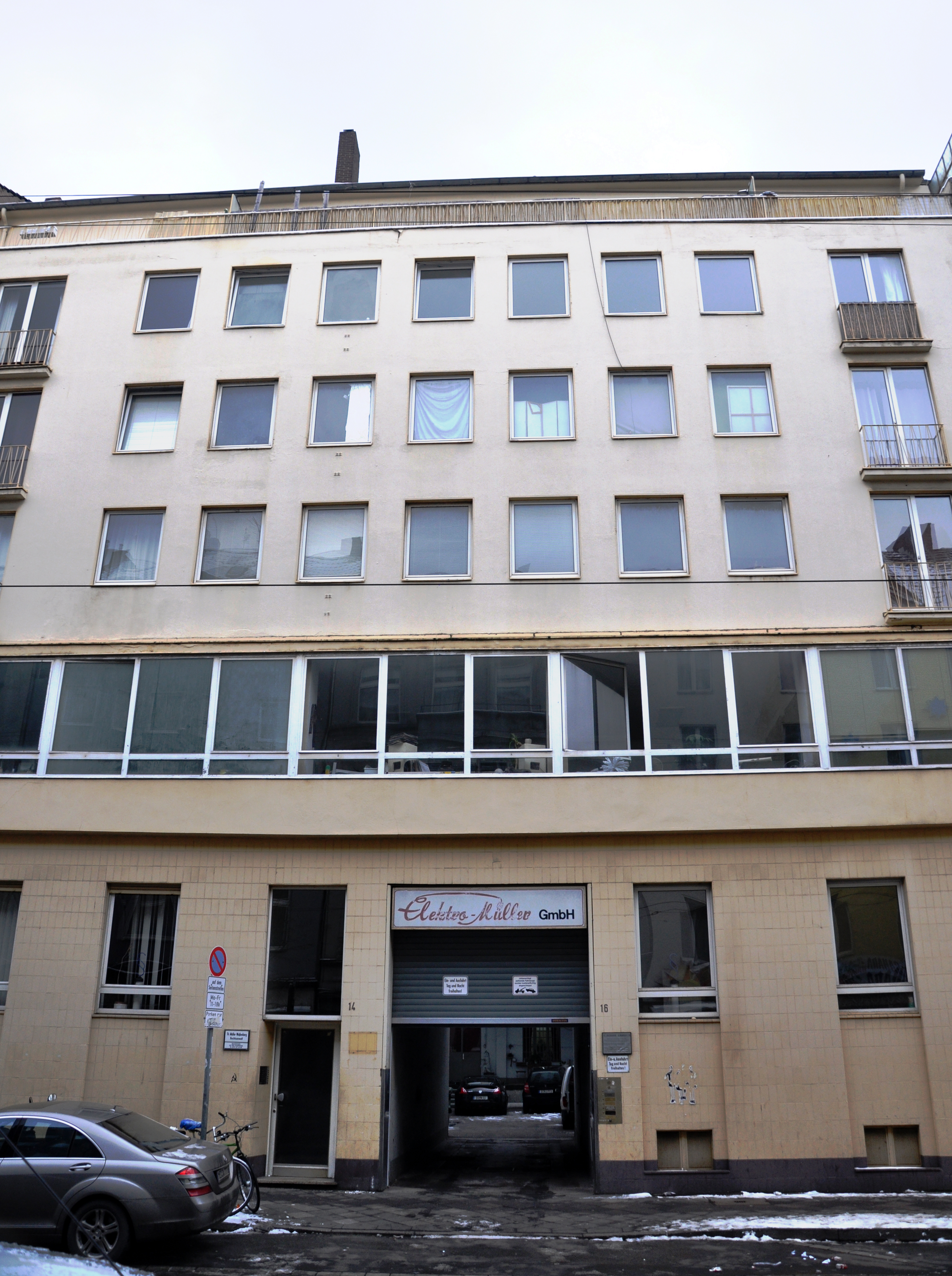
Los estudios de grabación Kling Klang, situados en Düsseldorf, centro neurálgico de la actividad de Kraftwerk

El 11 de julio de 1970, junto a Ralf Hütter y Charly Weiss, Kraftwerk debutó en el Tivoli Popfestival de Aquisgrán. El tandem formado por Schneider y Hütter comenzaron a trabajar en su propio estudio de grabación, posteriormente denominado Kling Klang, grabando entre julio y septiembre el álbum de debut Kraftwerk 1.
Con diversos movimientos de entrada y salida de componentes, incluyendo la propia salida y reentrada de Schneider en el grupo, Kraftwerk 2 (1972) supuso la consolidación del modelo de trabajo del grupo: la base rítmica se configuró únicamente con la utilización de una caja de ritmos, creando unos sonidos y una sensación claramente robótica sin precedentes en la época. Su estilo innovador y la positiva recepción del público en las presentaciones en vivo anticiparon su tercer álbum Ralf und Florian (1973).

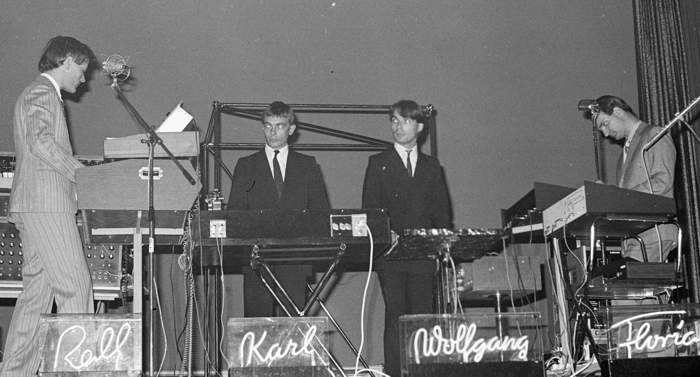
La formación considerada clásica de Kraftwerk en una imagen de 1976: Ralf Hütter, Karl Bartos, Wolfgang Flur y Florian Schneider (de izda. a dcha.)

A partir de ese momento, Kraftwerk amplió su nómina de músicos hasta la configuración de cuatro miembros con los que es conocida hasta la actualidad. Paulatinamente publicaron una serie de álbumes temáticos conceptuales alejándose del experimentalismo. Autobahn (1974), primer álbum del grupo publicado en Estados Unidos y su primer éxito internacional, fue realizado en gran parte con un sintetizador Moog. Autobahn cristalizó el distintivo sonido del grupo mientras realizaba las primeras propuestas claras hacia estructuras y melodías de pop convencional, estableciendo un punto de apoyo permanente para la música electrónica dentro de la corriente principal. Radio-Aktivität (1975) explora el tema de la comunicación por radio y se publicó, fruto de la nueva popularidad global del grupo, en ediciones en alemán e inglés algo que siguió en toda su producción posterior. Trans Europa Express (1977), dedicado a los trenes, marcó un mayor movimiento hacia la aparente mecanización musical. Die Mensch-Maschine (1978), un álbum que explora las ideas de la robótica y los autómatas, marca un punto de inflexión en la trayectoria del grupo ya que, tras lograr su pico de influencia, el grupo desapareció del espacio público. Computerwelt (1981), una meditación sobre el nuevo dominio global de la tecnología, compila algunos elementos temáticos presentes en sus discos previos. 

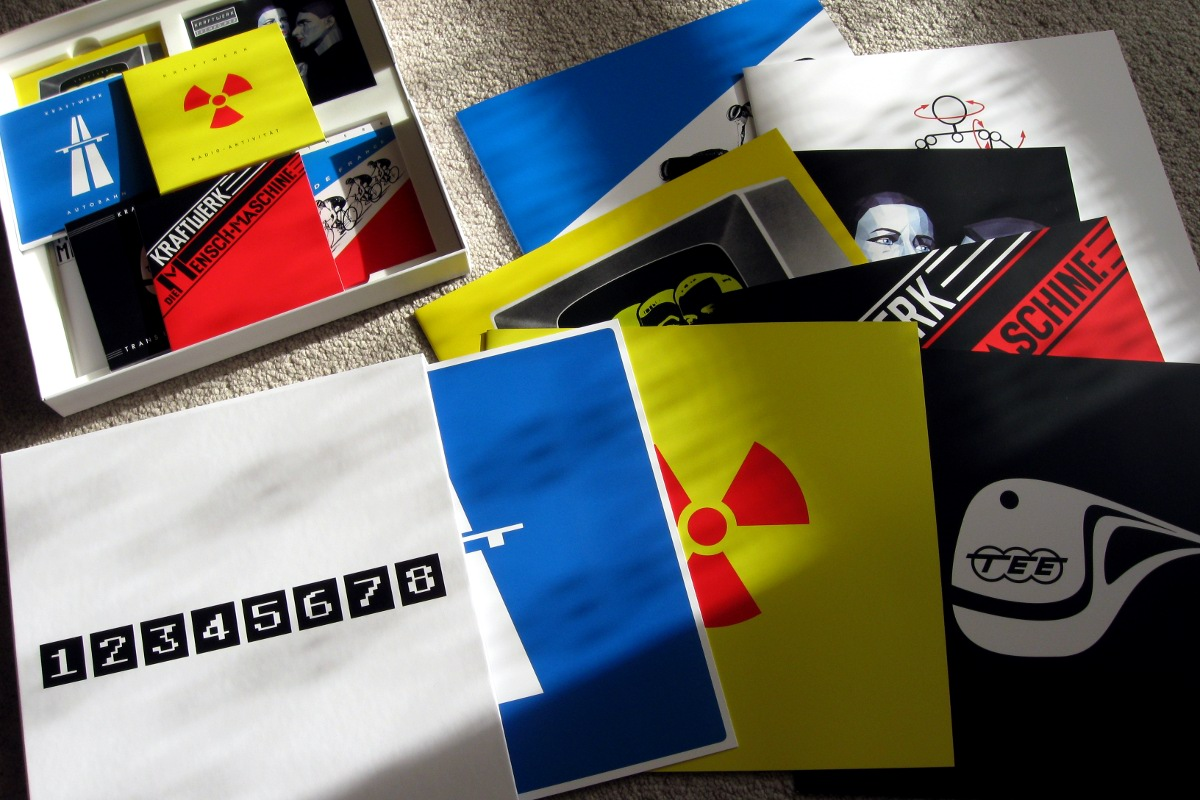
El catálogo 12345678 compila los álbumes más icónicos de Kraftwerk, desde Autobahn hasta Tour de France Soundtracks.

Tras un lapso de cinco años, solo interrumpido por la edición del sencillo Tour de France (1983), banda sonora creada para la carrera ciclista francesa, se publica Electric Café (1986). Sería el primer disco en el que abandona el trabajo en formato conceptual pero fue acogido con escepticismo por parte de la crítica musical al no sonar tan innovador y achacándosele en su momento de faltas de ideas. La publicación de The Mix (1991), una nueva regrabación de canciones clásicas de su catálogo, precede a una década sin la publicación de nuevo material. Durante ese periodo Schneider y Hütter realizan diversos cambios de formación en la banda hasta que se publica Expo 2000 (1999), sencillo oficial de la Exposición Universal de Hannover, y se anuncia la realización de conciertos en vivo. Los últimos discos con la participación de Schneider en Kraftwerk son Tour de France Soundtracks (2003) y la grabación compilatoria en vivo Minimum-Maximum (2005).
En enero de 2009 Florian Schneider anuncia, en un comunicado oficial, su desvinculación de Kraftwerk. Las razones aducidas en el entorno próximo del grupo es el cansancio por la dinámica presente en el grupo, su deseo de no participar en las giras y conciertos promocionales y su vinculación con otros proyectos personales. Schneider no participó en abril de 2008 la gira en la que se encontraba inmersa la banda y su última participación en conciertos fue en noviembre de 2006. Según la biografía Kraftwerk: Man, Machine and Music escrita por Pascal Bussy el desinterés y hastío del músico por los conciertos fue una de las principales razones para su abandono.
Schneider ha protagonizado algunas anécdotas reseñables. Parco en palabras y dotado de un irónico sentido del humor, realizó en Brasil una entrevista respondiendo con monosílabos a la entrevistadora, a punto de reírse. En la gira que le llevó a Valencia en 1991 casi pierde una calculadora sonora al ofrecerla al público en plena actuación. David Bowie reconoció varias veces la influencia de Kraftwerk durante su estancia en Alemania a finales de los años 1970, y tituló su tema instrumental V-2 Schneider, incluido en Heroes (1977), como homenaje a Florian Schneider.
En 2015, Schneider publicó junto a Dan Lacksman (integrante de Telex) Stop Plastic Pollution, una canción dentro de la iniciativa Parley for the Oceans, destinada a reunir creadores, líderes y pensadores para concienciar sobre la belleza y fragilidad de los océanos y colaborar en proyectos que pueden acabar con su destrucción.

"Grabé muestras de gotas de agua reales en el baño de Dan Lacksman en Bruselas. Una de las gotas muta en una pequeña bola de plástico real. Esta buena idea fue aportada por Uwe Schmidt de Chile. Lo sentimos, pero el esfuerzo por grabar una ola real del océano hubiera arruinado nuestro presupuesto, así que generamos una onda sintética."
Florian Schneider sobre Stop Plastic Pollution (2015) 

El 6 de mayo de 2020 se dio a conocer su fallecimiento unos días antes, tras sufrir un rápido y agresivo cáncer. Ralf Hütter, cofundador de Kraftwerk, confirmó la noticia ya que, aunque Schneider se desvinculara formalmente del grupo en 2008, seguían manteniendo la relación. Artistas como Gary Kemp, Nick Rhodes, Aphex Twin, Beck, Giorgio Moroder, BadBadNotGood, Phonique, Jean-Michel Jarre o el grupo OMD manifestaron en redes sociales sus condolencias y recordaron la influencia que Schneider y Kraftwerk han tenido en la música contemporánea en general y en la electrónica en particular.

"Confirmamos la muy triste noticia de que mi amigo y compañero durante varias décadas Florian Schneider ha fallecido después de un breve cáncer pocos días después de celebrar su 73.º cumpleaños."
Rafl Hütter (Billboard) 